# Michels (Adelsgeschlecht)

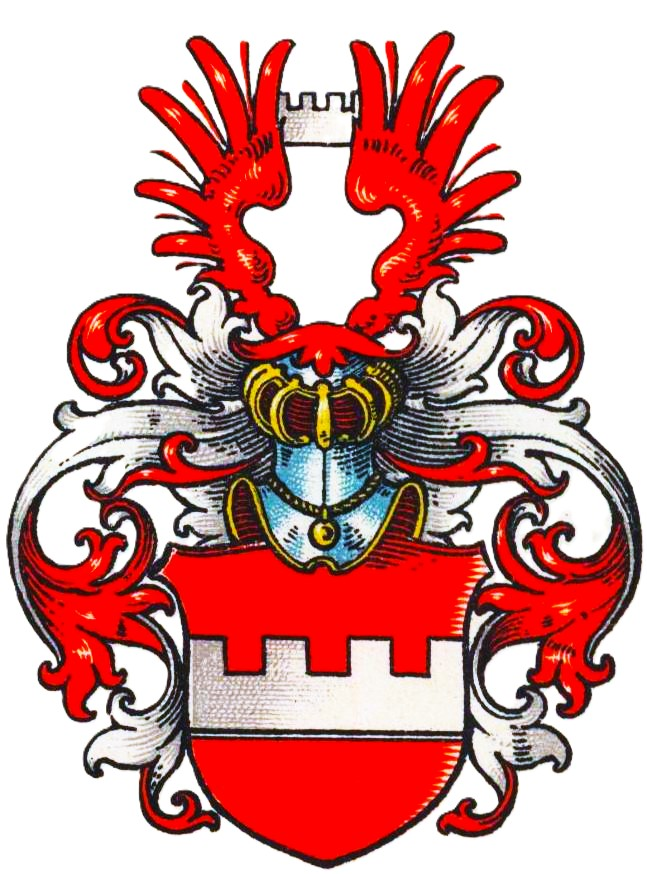
Wappen derer von Michels im Wappenbuch des Westfälischen Adels

Michels ist der Name eines vom Niederrhein stammenden, später in Westfalen ansässigen, im 20. Jahrhundert erloschenen Patrizier- und Adelsgeschlechts.

## Geschichte
Das Geschlecht stammte aus Geldern am Niederrhein. In den ersten Jahrzehnten des 16. Jahrhunderts kam es nach Soest. Dort findet es sich ab der 2. Hälfte des 16. Jahrhunderts im Patriziat bzw. Stadt- und Landadel. In Soest erscheint als erster nachweisbarer Angehöriger der Familie der Fernhandelskaufmann Goswin Michels (* um 1502; † 1572), 1536 Ratswahlherr und ab 1539 Ratsherr. 1548 wurde er Soester Bürgermeister und bis 1570 vielfach wiedergewählt. In offenbar zweiter Ehe war Goswin Michels mit einer Patrizierin aus dem  Geschlecht der Klocke, Anna Klocke († 1608), verheiratet. Besagte Anna erwarb in den 1580er Jahren als Witwe für die Familie Michels das Haus Nateln in Welver. Ein mutmaßlicher Sohn aus Goswins erster Ehe, Simon Michaels († 1597), verheiratet mit der Schwester seiner Stiefmutter, wurde 1572 Soester Ratsmitglied und 1597 Bürgermeister. Außerdem war auch noch ein aus Geldern später nachgezogener Vetter namens Martin Michels († 1584) ab 1577 Soester Ratsherr und Zisemeister. Während die Nachkommen von Martin nur als honoratiorenmäßige Familie galten, erscheinen Goswin Michels und seine Nachkommen bereits in der zweiten Hälfte des 16. Jahrhunderts als patrizisch, gehörten daraufhin weiterhin zu dem ausgebildeten Soester Stadt- und Landadel und gelangten auch in das Sassendorfer Sälzertum. Neben den bereits genannten Klocke war die Familie verschwägert mit den Soester Familien Berswordt, Bockum-Dolffs, Dael, Esbeck, Klepping, Merckelbach und Plettenberg, aber auch mit den Werler Erbsälzern Zelion genannt Brandis und Papen sowie mit den Ketteler.
Aus Goswin Michels’ erster Ehe entstammten vier weitere Söhne: Goswin Michels (1561–1629), Michael Michels (1566–1644), Detmar Michels (1570–1644) und ein weiterer Sohn, der auf einer Bildungsreise 1591 in Rom verstarb. Die ersteren drei wurden ebenfalls Soester Bürgermeister, ebenso wie Detmar Michels Sohn, Goswin Michels (1609–1677), und schließlich des Letzteren Enkel, Franz Goswin von Michels (1698–1768). Franz Goswin von Michels schrieb die „Genealogien Soester Geschlechter.“
Neben Nateln und Sassendorf hatte die Familie 1727 auch Besitz in Weslarn. Zu Haus Nateln saß 1857 Otto von Michels (1804–1887), königlich-preußischer Kreisgerichtsdirektor zu Soest. Dieser war ab 1841 mit Caroline Johanne von Dücker (* 1818) verheiratet. Nach seinem Tod fielen seine Anteile an der Saline Sassendorf an seine Erben. 1894 und noch 1897 wohnte ein späterer Otto von Michels, Hauptmann/Major und Flügeladjutant des Fürsten zur Lippe, im Haus Lange Straße 48 in Detmold.
Laut Max von Spießen existierte die Familie noch Anfang des 20. Jahrhunderts. Nach Friedrich von Klocke stand die Familie in den 1920er Jahren vor dem Erlöschen. Haus Nateln fiel an Thilo von Werthern-Michels (1878–1962), der von einem Soester Amtsgerichtsrat von Michels adoptiert worden war und den Namen Werthern-Michels angenommen hatte.

## Persönlichkeiten
- Detmar Michels (1570–1644), 4-facher Soester Bürgermeister
- Franz Goswin von Michels (1698–1768), 2-facher Soester Bürgermeister
- Goswin Michels (1572) († 1572), Soester Ratsherr und 14-facher Bürgermeister
- Goswin Michels (1629) (1561–1629), 13-facher Soester Bürgermeister
- Goswin Michels (1677) (1609–1677), 6-facher Soester Bürgermeister
- Michael Michels (1566–1644), 4-facher Soester Bürgermeister
- Simon Michels († 1597), Soester Ratsherr und Bürgermeister

## Wappen
Blasonierung: In Rot ein silberner, oben viermal gezinnter Balken. Auf dem Helm mit rot-silbernen Helmdecken ein offener roter Flug, dazwischen der silberne Zinnenbalken.